# Magirus-Deutz serie MK

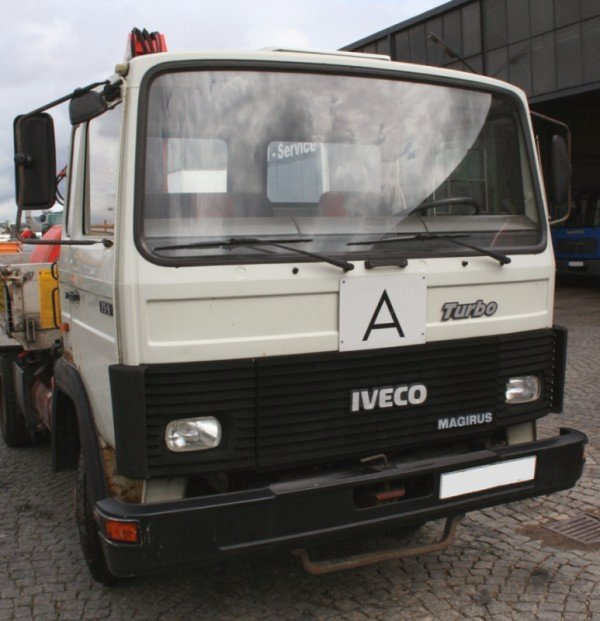
Autocarro serie MK marchiato Iveco Magirus

La serie MK è una famiglia di veicoli commerciali, presente dal 1975 ad opera del costruttore tedesco Magirus-Deutz nel periodo del cosiddetto Club dei Quattro. 

## Storia e descrizione
Nello stesso anno 1975 la Magirus-Deutz viene inglobata nel nascente gruppo Iveco, con il marchio Magirus-Deutz tolto dal mercato agli inizi degli anni '80 e la serie MK prodotta ancora per un decennio (a marchio Iveco) fino al 1992. MK sta in lingua tedesca per MittelKlasse (classe media). La serie MK montava motori Deutz-Dieselmotoren. La potenza era tra 87 e 169 HP, la massa a pieno carico tra 3,21 e 9,07 t.